# Сражение при Шар-эль-Шате
Сражение при Шар-эль-Шате (ит. Battaglia di Sciara-Sciat) — одно из сражений возле Триполи между итальянскими и турецкими войсками, поддерживаемыми местными повстанцами, в начале Итало-турецкой войны. Несмотря на прорыв противника на восточном участке фронта и большие потери, итальянцам удалось восстановить утраченные позиции и сохранить контроль над городом.
Утром 23 октября 1911 года капитан Карло Пьяцца совершил воздушную разведку к юго-западу от Триполи, что позднее стало считаться первым боевым вылетом в истории военной авиации, обнаружив некоторую активность в лагере противника, но написанный им отчёт не был передан командованию. Второй полёт, на этот раз осуществлённый капитаном Риккардо Мойзо, не выявил ничего необычного.
В это же утро турки при поддержке арабских ополченцев начали наступление на итальянский оборонительный периметр вокруг Триполи (около 13 км), который удерживался пятью пехотными полками (около 8500) и тремя артиллерийскими батареями.
Первая внезапная атака была направлена на район у форта Султание, к западу от Триполи, но пехотному полку при поддержке огня артиллерии с броненосца «Сицилия» удалось легко её отразить.
Вторая османская атака, также направленная по западной обороне Триполи (у кавалерийской казармы), несмотря на то что итальянские солдаты подверглись обстрелу с тыла, со стороны арабской деревни, также была легко отражена.
Атаки, предпринятые турками и арабами против итальянских позиций утром, служили лишь для маскировки основного удара, который был направлен против менее укреплённых восточных позиций, удерживаемых 11-м полком берсальеров полковника Густаво Фара.
Главный удар был направлен против берсальеров, занимавших форт Мессри и окружающие позиции. Несмотря на обстрел с тыла, со стороны оазиса, и большие потери среди личного состава берсальеры отбили все атаки с фронта и, получив подкрепление, продержались до вечера.
Наиболее критическая ситуация сложилась на участке батальона, расположенного у оазиса Шар-эль-Шат в районе форта Хамадие, который, оказавшись под ударом с фронта и не получив немедленного подкрепления, около 13.00 был вынужден отходить в направлении Триполи, преследуемый наступающими и постоянно обстреливаемый враждебно настроенным местным арабским населением. Около 290 сдавшихся берсальеров были убиты восставшими арабами.
Ситуация на этом участке стабилизировалась только около 17.00 с подходом пехотного батальона и двух сводных батальонов матросов, высадившихся с боевых кораблей. Только на закате дня солдаты 82-го пехотного полка, переброшенного с южного участка фронта, ведя бой за каждый дом, отбили Шар-эль-Шат.
Сражение 23 октября при Шар-эль-Шате стало для итальянцев самым кровопролитным военным событием всей кампании, в котором погибло 378 человек (в том числе 8 офицеров) и 125 было ранено.